# Mangalesha
Mangalesha (IAST: Maṅgaleśa, r. 592-610 ) fue un rey de la dinastía chalukya de Vatapi en Karnataka, India. Sucedió en el trono a su hermano Kirttivarman I y gobernó un reino que se extendía desde el sur de Guyarat en el norte hasta la región de Bellary-Kurnool en el sur, en la parte occidental de la región de Decán. Incluía partes de los actuales Guyarat, Maharashtra, Goa, Karnataka y Andhra Pradesh.
Mangalesha expandió el poder de los Chalukya en las actuales Guyarat y Maharashtra tras derrotar al rey Buddharaja de la dinastía Kalachuri. También consolidó su dominio en la región costera de Konkan de Maharashtra y Goa tras conquistar Revatidvipa al gobernador rebelde chalukya Svamiraja. Su reinado terminó cuando perdió una guerra de sucesión contra su sobrino Pulakeshin II, hijo de Kirttivarman I.
Mangalesha era un visnuíta, y construyó un templo a Vishnu durante el reinado de su hermano Kirttivarman I. Fue tolerante con otras sectas, como lo demuestra la inscripción del  Pilar de Mahakuta, que registra su donación a un santuario shivaísta.

## Nombres y títulos
El nombre Mangalesha significa literalmente “señor próspero”. Varias variantes de este nombre aparecen en los registros dinásticos, incluyendo Mangaleshvara, Mangalisha, Mangalaraja, y Mangalarnava (“océano de auspicios”). La inscripción de Badami de 578 d. C. lo denomina Mangalishvara.
Sus títulos reales incluyeron Shri-prithvi-vallabha, Prithvi-vallabha, Maharajá, Rana-vikranata (“poderoso en la guerra”), y Uru-rana-vikranta (“poderoso como Uru en la guerra”).

## Primeros años
Mangalesha era hijo del rey chalukya Pulakeshin I. Su inscripción en el Pilar de Mahakuta se refiere a la esposa de Pulakeshin, Durlabha-devi, como la “esposa de su padre”, lo que sugiere que Durlabha-devi era su madrastra.
Mangalesha sucedió a su hermano mayor Kirttivarman I, que probablemente era su medio hermano, y al que sobrevivieron al menos tres hijos menores de edad. Las inscripciones de los últimos chalukya occidentales afirman que Mangalesha «tomó sobre sí la carga de la administración» porque el hijo de Kirttivarman Pulakeshin II era menor de edad. Sin embargo, estas inscripciones también afirman erróneamente que Mangalesha devolvió el reino a Pulakeshin II cuando este creció, alabando al linaje chalukya por tan ejemplar comportamiento. Esta afirmación se contradice con la propia inscripción de Aihole de Pulakeshin II, y parece ser un intento tardío de pasar por alto el derrocamiento de Mangalesha por Pulakeshin II. Es posible que Mangalesha gobernara inicialmente como regente, pero que más tarde decidiera usurpar el trono.
El historiador K. V. Ramesh sostiene la teoría de que Mangalesha administró el reino durante la vida de Kirttivarman, que permaneció ocupado con las campañas militares. Según Ramesh, Kirttivarman y Mangalesha podrían haberse turnado para administrar el reino y dirigir las campañas militares.

## Período
Las propias inscripciones de Mangalesha no están fechadas en ninguna era del calendario específica, lo que hace incierta la determinación de su período regio exacto. La última inscripción existente de Kirttivarman está fechada en 578 (año 500 de la era Shaka), por lo que el reinado de Mangalesha debe haber comenzado en algún momento después de este año. J. F. Fleet asignó el comienzo del reinado de Mangalesha en 597-598, basado en su lectura de la inscripción del Pilar de Mahakuta, pero este punto de vista ya no se considera correcto.
La inscripción de Goa de los años 610-611 d. C., emitida por el vasallo Chalukya Satyashraya Dhruvaraja Indravarman, fue probablemente difundida durante el reinado de Mangalesha, y puede ser utilizada para determinar su periodo regio. El jefe vasallo, que estaba estacionado en Revatidvipa, sirvió como gobernador de cuatro vishaya-mandalas (distritos), y es descrito como el blasón-joya de la familia Adi-Bappura. La inscripción no menciona el nombre del señor, simplemente se refiere a él por su título Shri-prithvi-vallabha. Este título era utilizado por los gobernantes Chalukya de Vatapi, y el sello de la inscripción presenta el emblema del jabalí Chalukya. El registro está datado en el vigésimo año de su reinado; este año es muy probablemente el del señor, ya que los pequeños vasallos y gobernadores no publicaban registros datados en sus propios años reinantes. Algunos eruditos, como D. C. Sircar, han teorizado que la inscripción fue datada en el año de reinado del vasallo, pero esto es poco probable teniendo en cuenta el hecho de que el vasallo buscó la sanción de su señor para hacer el regalo registrado en la inscripción. El señor no pudo haber sido el predecesor de Mangalesha, Kirttivarman I, ya que se sabe que gobernaba en 567, y por lo tanto, 611 no pudo haber sido su vigésimo año de reinado. El señor no podría haber sido el sucesor de Mangalesha Pulakeshin tampoco, como el reinado de Pulakeshin se sabe que han comenzado en 610-611 (año 532 del calendario shaka). Según la inscripción Aihole prashasti de Pulakeshin, Revatidvipa fue anexionada al reino Chalukya por Mangalesha; por lo tanto, es probable que Mangalesha sea el señor mencionado en la inscripción de Goa. Por lo tanto, si la inscripción de Goa está datada en el año 20 de Mangalesha, debió haber ascendido al trono en 591-592 (año 513 calendario shaka).
Una inscripción de Pulakeshin está fechada en 613 CE (año 534 del calendario shaka), y fue labrada durante el tercer año de su reinado. Por lo tanto, el final del reinado de Mangalesha se puede asignar a {c. 610-611.

## Campañas militares
Mangalesha emprendió extensas campañas militares destinadas a expandir el poder de los chalukya. La inscripción del Pilar de Mahakuta sugiere que quería expandir el reino Chalukya hacia el norte, y planeó erigir un pilar de la victoria a orillas del río Bhagirathi (Ganges). Estableció el Pilarde  Mahakuta en Vatapi como paso preparatorio hacia este objetivo. No pudo lograr este objetivo particular en los siguients años, pero sin embargo, supervisó la expansión sustancial del reino Chalukya. Incluso la inscripción de Aihole de su rival Pulakeshin ensalza sus cualidades.
En el norte, el reino de Mangalesha se extendía hasta el actual sur de Guyarat y  región de Nashik de Maharashtra. En el sur, conservó el territorio heredado de su predecesor, manteniendo el control sobre el norte de Karnataka, hasta Bellary (Karnataka) y Kurnool (Andhra Pradesh) en el sur.

### Victoria sobre los Kalachuris
Según las inscripciones chalukya, Mangalesha derrotó a la kalachuris, que eran los vecinos del norte de los chalukyas. La inscripción del Pilar de Mahakuta sugiere que Mangalesha derrotó al gobernante Kalachuri Buddharaja en algún momento antes del 5.º o 7.º año deo reinado de Mangalesha, es decir, antes de 597 o 599. Sin embargo, la victoria a la que se refiere esta inscripción en particular fue probablemente solo una incursión exitosa o una conquista de los territorios kalachuri más meridionales, ya que se sabe que Buddha-raja gobernó hasta al menos el 609. El dominio de Buddharaja sobre la región de Nashik está atestiguado por su inscripción de concesión de Vadner de 608-609 d. C., y su dominio sobre la zona de Guyarat está atestiguado por su inscripción de Sarsavani de 609-610 d. C. No hay registros de la dinastía Kalachuri disponibles después de 609-610, y el sucesor de Mangalesha Pulakeshin se sabe que tuvo el control del antiguo territorio kalachuri.
La inscripción de Nerur afirma que los kalachuris poseían elefantes, caballos, infantería y tesoros. La inscripción del Pilar de Mahakuta afirma que Mangalesha privó a Buda de todas sus posesiones, y que la riqueza de los kalachuris se gastó en la procesión de ídolos de un templo (probablemente el templo de Mahakuta). La inscripción Aihole prashasti afirma que Mangalesha «levantó doseles de polvo en las orillas del océano oriental y occidental», y «disfrutó de las damas Kalachuris junto con su prosperidad».
Dado que los registros chalukya no mencionan que Pulakeshin derrotara a los kalachuris, estudiosos como D. P. Dikshit y D. C. Sircar creen que Mangalesha derrotó a los kalachuris decisivamente hacia el final de su reinado. Otros, como V. V. Mirashi y Ronald M. Davidson, creen que Pulakeshin, cuyo reinado comenzó en torno al 610 d. C., fue el responsable del fin de la dinastía Kalachuri.

### Conquista de la isla Revati
Mangalesha conquistó la Isla Revati ("Revati-dvipa"), que se identifica con la actual Redi, Maharashtra. La inscripción Aihole prashasti afirma que la armada de Mangalesha, que era como el ejército de la deidad Varuna, conquistó la isla. Las posteriores inscripciones chalukya mencionan que las tropas de Mangalesha cruzaron el mar por un puente hecho de barcas.
El gobernante de Revatidvipa fue probablemente Svamiraja, que según la inscripción de Nerur, fue derrotado por Mangalesha. La inscripción de Nerur no hace referencia a Revatidvipa, pero sugiere que Svamiraja era el gobernador de la región costera de Konkan], en la que se encontraba Revatidvipa. Svamiraja era príncipe de ascendencia chalukya, y había ganado 18 batallas. Es posible que fuera nombrado gobernador de Konkan por el predecesor de Mangalesha, Kirttivarman, tras la conquista de la región por los chalukya. Svamiraja pudo haberse rebelado contra Mangalesha, y probablemente se puso del lado de Pulakeshin en la posterior guerra de sucesión chalukya. Por este motivo, Mangalesha pudo haberlo derrotado y asesinado.
Posteriormente, Mangalesha pudo haber nombrado a Satyashraya Dhruvaraja Indravarman nuevo gobernador de la región de Konkan. La inscripción de Goa de este gobernador se refiere a un monarca chalukya con el título Shri-prithvi-vallabha Maharaja: este monarca era muy probablemente Mangalesha. La inscripción registra la concesión de la aldea Karellika situada en el desha (país) de Khetahara a Brahmanas; Khetahara se identifica con la moderna Khed.

## Conflicto con Pulakeshin
Mangalesha fue derrocado por su sobrino Pulakeshin II, que era hijo de su hermano mayor y predecesor Kirttivarman I. Así lo atestigua la inscripción de Pulakeshin en Aihole. No está claro cómo ocurrió exactamente, ya que la inscripción de Aihole ofrece una descripción enigmática del episodio: afirma que Mangalesha tenía envidia de Pulakeshin, porque éste era el favorito de Lakshmi (la diosa de la fortuna). Por ello, Pulakeshin, decidió exiliarse. Posteriormente, Mangalesha se debilitó «por todos lados» ya que Pulakeshin aplicó sus «dones» de buen consejo y energía". En última instancia, Mangalesha tuvo que abandonar tres cosas simultáneamente: su intento de asegurar el trono para su propio hijo (o su capacidad de perpetuar su propia descendencia), su reino y su propia vida.
La descripción anterior sugiere que Mangalesha rechazó la pretensión de Pulakeshin al trono, lo que le obligó a exiliarse, y posiblemente nombró heredero a su propio hijo. Durante su exilio, Pulakeshin planeó un ataque contra Mangalesha, al que finalmente derrotó y mató.
La inscripción sin fecha Peddavadugur registra la concesión por Pulakeshin de la aldea de Elpattu Simbhige tras someter a Ranavikrama. Según una teoría, este Ranavikrama era Mangalesha (que llevaba el título de "Ranavikrama"), que fue derrotado por Mangalesha en una batalla librada en Elpattu Simbhige.. Sin embargo, otra teoría identifica Ranavikrama como un rey Bana.
Debido a que los descendientes de Pulakeshin gobernaron posteriormente el reino, los logros de Mangalesha fueron dejados de lado en los registros posteriores de la dinastía.

## Vida personal
El gobernante al que se refiere con su título Prithvi-vallabha Maharaja en la inscripción de Mudhol puede haber sido Mangalesha. Esta inscripción afirma que Pugavarman era hijo de este gobernante. Es posible que Mangalesha gobernara inicialmente como regente de Pulakeshin, pero más tarde usurpara el trono y nombrara a su propio hijo príncipe heredero, lo que provocó la rebelión de Pulakeshin.
La inscripción del Pilar de Mahakuta afirma que Mangalesha estaba «dotado de virtudes políticas, refinamiento, conocimiento, liberalidad, amabilidad y civismo». Lo describe como la joya de la dinastía Chalukya y afirma que poseía a Laksmí, la diosa de la riqueza. Se refiere a héroes legendarios y mitológicos, afirmando que era tan inexpugnable como Mahendra, tan invicto como Rama, tan liberal como Shibi, tan fiel a sus palabras como Yudhishthira, tan afortunado como Vasudeva, tan famoso como Mandhatr y tan inteligente como Brihaspati. La inscripción también ensalza su valentía, afirmando que los guerreros le apreciaban, y que había exterminado a otros reyes leones.

## Religión
Mangalesha parece haber sido un visnuísta, como lo testimonia la inscripción Nerur que lo llama un Parama-bhagavata (“devoto de Vishnu”). La inscripción Badami de 578 d. C., promulgada durante el reinado de Kirttivarman I, registra la construcción del templo rupestre Lanjishvara o Maha-Vishnu-Griha dedicado a Vishnu por Mangalesha. La inscripción describe el templo como «bien proporcionado y de maravillosa factura». Está fechado el Karttika Paurnamasi del 500 del calendario shaka, es decir, 31 de octubre de 578. La inscripción también registra su regalo de la tierra a los fabricantes de guirnaldas del templo.
Mangalesha también parece haber patrocinado otras sectas hindúes, incluido el shivaísmo. La inscripción del Pilar de Mahakutar registra su donación de diez aldeas al santuario de Maukteshvara-natha, una forma de Shiva.
- Inscripción del Pilar Mahakuta prashasti, emitida durante el quinto año de reinado de Mangalesha, en el día de luna llena del mes Vaisakha, de la era del calendario Siddhartha (samvatsara). [30] La fecha corresponde al 12 de abril de 601.[1]
- Inscripción en placa de cobre de Nerur, que registra el regalo de una aldea a un brahmana y enumera los logros militares de Mangalesha. [8]
- La inscripción de concesión de Goa de 610-611 d. C. de Satyashraya Dhruvaraja Indravarman probablemente fue emitida durante el reinado de Mangalesha.[8] Esta inscripción registra la donación por parte del emisor de la aldea Karellika con la sanción de un señor supremo titulado Shri-prithvi-vallabha Maharaja, que probablemente era Mangalesha. [11] Se emitió el día de luna llena del mes Magha del calendario shaka de 532. Suponiendo que la inscripción se emitió después de que hubieran expirado 532 años de la era shaka, se puede fechar el 4 de enero de 611.[31] Sin embargo, si asumimos que se emitió cuando era el año 532 del calendario shaka, se puede datar el 5 de julio de 610.[32]

La inscripción rupestre Badami del año 578 d. C. fue emitida por Mangalesha durante el reinado de su hermano Kirttivarman I.